# Gero Neugebauer

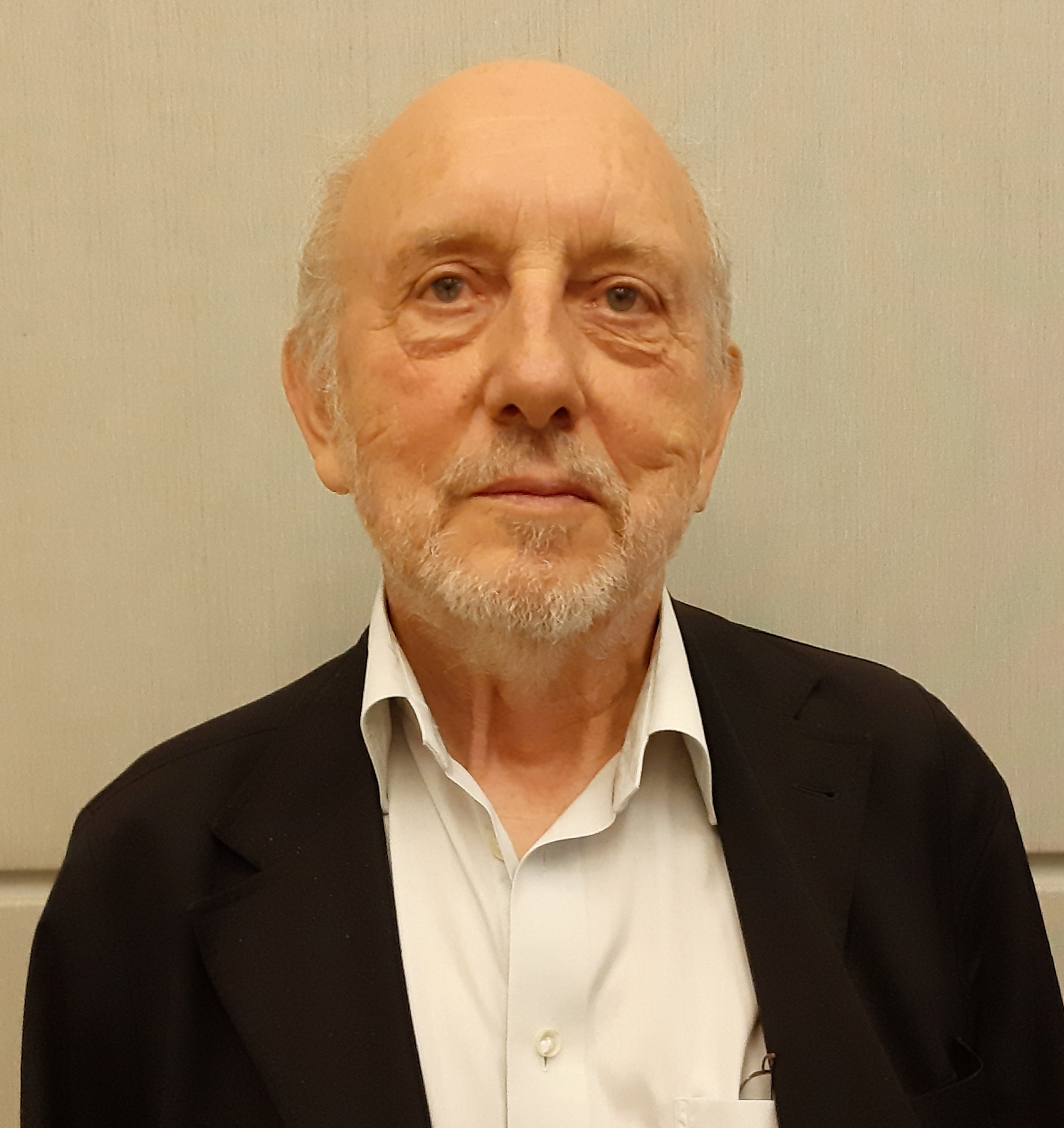
Gero Neugebauer (2019)

Gero Neugebauer (geboren am 23. August 1941 in Zirke/Warthe) ist ein deutscher Politikwissenschaftler und ehemaliger wissenschaftlicher Mitarbeiter am Otto-Suhr-Institut der Freien Universität Berlin. Einer der Schwerpunkte von Neugebauers Arbeit ist die Parteienforschung in der Bundesrepublik Deutschland. Hier gilt er insbesondere als Experte zur politischen Entwicklung der SPD, speziell in den ostdeutschen Bundesländern.

## Akademischer Werdegang
Neugebauer studierte in den Jahren 1964 bis 1969 in Hamburg und West-Berlin Sozialwissenschaften und Politologie. Danach arbeitete er zunächst bis 1974 als wissenschaftlicher Assistent am Zentralinstitut für sozialwissenschaftliche Forschung der Freien Universität Berlin. Während seiner anschließenden Tätigkeit (bis 1996) als wissenschaftlicher Angestellter im Arbeitsbereich DDR-Forschung erfolgte im Jahr 1978 seine Promotion zum Doktor der Politologie. Seine Arbeit wurde von Nils Diederich und Dietrich Staritz begutachtet. Im Jahr 1996 wechselte er in den Fachbereich Politische Wissenschaft, seit 1999 am Otto-Stammer-Zentrum, ausgeweitet auf empirische Politische Soziologie. 2006 schied er aus dem Dienst als wissenschaftlicher Angestellter aus.
Neben der Parteienforschung liegen seine Hauptlehrgebiete in den Bereichen Deutsche Innenpolitik und Zeitgeschichte. In der Gegenwart leitet er ein Forschungsprojekt zur SPD in den ostdeutschen Bundesländern.
Nach verschiedenen Veröffentlichungen über das politische System der DDR (Schwerpunkt SED und Staatsapparat) und zur Umwandlung der DDR in den Jahren 1989/1990 bis zur Deutschen Wiedervereinigung gilt er als Experte der DDR-Forschung, vor allem des ostdeutschen Parteiensystems, speziell für die Entwicklung der PDS und später Die Linke sowie für die SPD. Als solcher ist er auch relativ häufig als Interviewpartner zu tagesaktuellen Entwicklungslinien dieses Parteienspektrums in den politischen Printmedien sowie in Rundfunk und Fernsehen präsent.

## Schriften (Auswahl)
- Partei und Staatsapparat in der DDR: Aspekte der Instrumentalisierung des Staatsapparats durch die SED (= Schriften des Zentralinstituts für Sozialwissenschaftliche Forschung der Freien Universität Berlin, Band 29). Opladen 1978. ISBN 3-531-11447-6.
- Privatisierung in der ehemaligen DDR: Materialien zur Arbeit der Treuhandanstalt. Freie Universität Berlin, Zentralinstitut für Sozialwissenschaftliche Forschung. 1991. ISBN 3-927474-65-7.
- Die SPD: im Osten auf neuen Wegen? Zwei Bände. Freie Universität Berlin, Zentralinstitut für Sozialwissenschaftliche Forschung 1994.
- zusammen mit Hugo Reister: PDS und Gewerkschaften (Hrsg. von der Friedrich-Ebert-Stiftung, Abteilung Gesellschaftspolitische Information, GPI), 1996. ISBN 3-86077-482-4.
- zusammen mit Richard Stöss: Die PDS. Geschichte, Organisation, Wähler, Konkurrenten. Opladen 1996. ISBN 3-8100-1464-8.
- Politische Milieus in Deutschland. Die Studie der Friedrich-Ebert-Stiftung, Verlag J.H.W.Dietz, Bonn 2007. ISBN 978-3-8012-0377-1.[3]
- Die Unterschicht und die Parteien. In: Aus Politik und Zeitgeschichte 33–34/2008.